# Рет (компания)
РЕТ — российская компания-ретейлер . Полное наименование — компьютерная фирма «РЕТ». Российский супермаркет по продаже компьютерной техники и периферии. Центральный офис компании расположен в Воронеже. В официальных источниках основатели компании никогда не раскрывали, откуда произошло название фирмы, но упоминали случаи копирования своего названия другими фирмами.

## Собственники и руководство
- Владимир Михайлович Колыхалин — коммерческий директор[1].
- Дмитрий Рудольфович Лапыгин — директор по экономике[1].

## Деятельность
- В 2005 году фирма РЕТ совместно с российским представительством компании Intel открыла в Воронеже центр серверной компетенции[5].
- В 2006 году фирма РЕТ совместно с компанией Merlion открывала в Воронеже магазины под брендом «Позитроника»[6]. Однако данный проект был свернут[7].
- Есть мнение, что в 2006 году приближенные к фирме РЕТ люди обращались в ФАС по Воронежской области с жалобами на недостоверную рекламу регионального магазина  сети супермаркетов цифровой техники «КЕЙ»[8].
- В 2008 году фирма РЕТ вошла в тройку крупнейших региональных IT-компаний России[9][нет в источнике]
- По данным рейтинга CNews Analitics TOP-50 крупнейших ИТ-компаний России, РЕТ занимает 45 место по результатам 2010 года[10].
- Единственная[источник не указан 4216 дней] в Центрально-Чернозёмном регионе компания, вошедшая в список 25 лучших региональных ИТ-компаний России рейтинга CRN News (четыре раза подряд по результатам 2010, 2008, 2006 и 2003 годов)[11]. Всего компания РЕТ входила в итоговый список победителей рейтинга CRN/RE шесть раз из семи возможных [12].
- В 2010 году владельцы фирмы РЕТ приобрели акции старейшего в Воронеже торгового центра «ЦУМ-Воронеж»[13]. Покупка объяснялась «диверсификацией бизнеса»[14]. В конце 2011 года  представитель фирмы РЕТ возглавил «ЦУМ-Воронеж»[15]. В настоящее время на месте ЦУМа построен торгово-офисный центр с пятизвездным отелем Marriott. Запуск проекта - начало 2015 года[16].
- В 2011 году РЕТ вошёл в список действующих членов Ассоциации предприятий информационно-коммуникационных технологий Воронежской области[17].
- РЕТ входит в Воронежский союз потребителей «Компас»[18].
- РЕТ является крупнейшим в регионе партнёром Microsoft[19].
- РЕТ является одной из региональных компаний без офиса в Санкт-Петербурге и Москве.